# 维克多里巴特
维克多里巴特（法語：Vicq-d'Auribat，法語發音：[vik doʁibat]）是法国朗德省的一个市镇，属于达克斯区。

## 地理
维克多里巴特（43°47'6"N, 0°51'35"W）面积4.2 平方千米，位于法国新阿基坦大区朗德省，该省份为法国西南部沿海省份，是法國本土面积第二大的省，北起吉倫特省，西临大西洋，南至大西洋比利牛斯省，东临热尔省，东北与洛特-加龍省接壤。
与维克多里巴特接壤的市镇（或旧市镇、城区）包括：欧东、贝加尔、卡桑、奥纳尔、圣茹尔多里巴特、圣让德利耶。
维克多里巴特的时区为UTC+01:00、UTC+02:00（夏令时）。

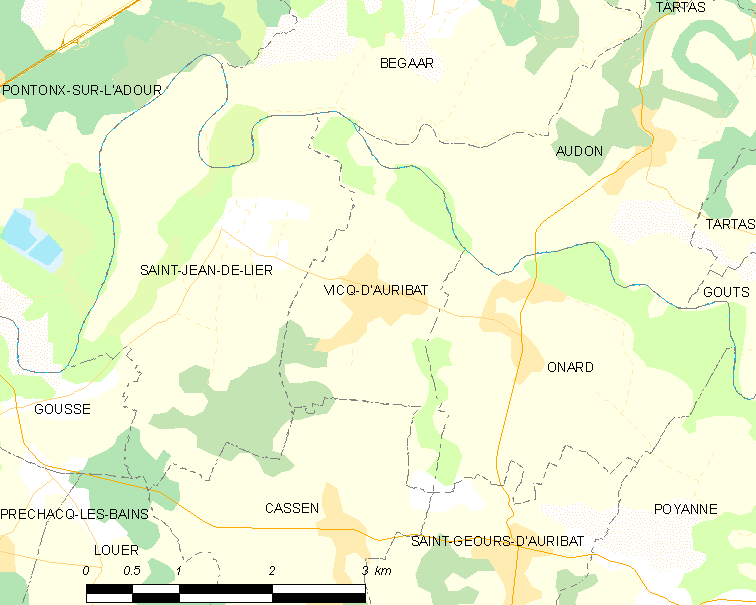
维克多里巴特的OSM定位图

## 行政
维克多里巴特的邮政编码为40380，INSEE市镇编码为40324。

## 政治
维克多里巴特所属的省级选区为沙洛斯山坡县。

## 人口

1962-2008年间维克多里巴特人口变化图示

维克多里巴特于2022年1月1日时的人口数量为249人。